# 麻生藩
麻生藩（あそうはん）は、常陸国行方郡麻生村（現在の茨城県行方市麻生）を居所とした藩。外様大名の新庄氏が江戸時代初期に入封し、廃藩置県まで続いた。
初代藩主・新庄直頼は関ヶ原の戦いで西軍に属して改易された大名であるが、1604年に赦されて3万石余を与えられ立藩。1676年にいったん無嗣改易とされるが、同年に1万石での再興が認められた。
本記事では廃藩後に設置された麻生県（あそうけん）についても言及する。

## 歴史

### 前史
新庄直頼は近江国坂田郡新庄（現在の滋賀県米原市新庄）の国人・新庄直昌の子で、弟には新庄直忠らがいる。直頼は浅井長政・織田信長を経て豊臣秀吉に仕え、関ヶ原の戦い前の時点では摂津国高槻城主を務め3万石を領していた。『寛政重修諸家譜』（以後『寛政譜』）によれば、直頼の質直な人柄を家康は見込んで「恩遇」しており、慶長4年（1599年）に洛中洛外の政情が不安になった際には、加藤清正・浅野長政らとともに伏見の家康屋敷の警護に当たったという。
慶長5年（1600年）の関ヶ原の戦いのときには息子の直定とともに西軍に属し、伊賀上野城（筒井定次の居城）の占拠にあたった。このため、戦後に改易処分を受け、会津の蒲生秀行に預けられた。『寛政譜』によれば、直頼は上方諸将の大勢に逆らい難く石田三成に従ったものであり、家康は直頼との「旧好」にかんがみ、同族の縁のある蒲生秀行に預ける配慮をしたのであるという。

### 藩史

#### 立藩
慶長9年（1604年）、新庄直頼は駿府に召し出されて家康に拝謁、ついで江戸に赴いて徳川秀忠に御目見した。西軍加担をゆるされた直頼は、常陸国行方・河内・新治・真壁・那珂、下野国芳賀・都賀・河内8郡内に3万300石余の所領を与えられ、常陸国行方郡麻生を居所とした。これにより麻生藩が立藩した。
慶長18年（1613年）、新庄直定は父の遺領のうち2万7,300石余を継いで2代藩主となり、弟の新庄直房に3,000石を分与している。直定は大坂の陣に出陣、戦後の元和2年（1616年）に奏者番となり、元和4年（1618年）に没するまで務めた。
元和8年（1622年）に徳川家光が日光社参を行った際、第3代藩主・新庄直好は所領であった下野国石橋（現在の栃木県下野市石橋付近）で家光を饗応した。同年11月に下野国内の領地1万石を常陸国新治郡に移された。家光が直好の所望に応える意向を示した際、直好は石橋が常陸の本領から遠隔であることを申し出たためである。直好は岩槻城や甲府城の守備、下館城在番、佐倉城守衛などの任務を命じられており、寛文2年（1662年）に没した。
直好には継嗣が無く、従弟の新庄直時（直房の子）に娘を娶せて養嗣子とした（ただし後述の通り、その後に実子の新庄直矩が生まれている）。第4代藩主・本庄直時は、寛文3年（1663年）にはじめて領地入りの暇を与えられ（参勤交代）、同年9月には常陸国江戸崎領に代えて鹿島郡内に所領が移されている。
延宝2年（1674年）、直時は先代直好の実子である直矩（15歳）に藩主の地位を譲ることを申し出て認められた。直矩は万治3年（1660年）生まれで、直好が没した時には幼少であったために直時がそのまま藩主になった経緯があり、直矩が成長したことから家督とするものである。直矩は2万300石を継ぎ、直時は鹿島郡内7000石を分知されて交代寄合の格となるとともに、引き続き若年である直矩の補佐をするよう命じられた。

#### 改易と再興
延宝4年（1676年）4月晦日に第5代藩主・直矩は17歳で没した。直矩に継嗣はなく、一族の新庄直之（直定の二男）・新庄直治（直定の三男）・新庄直方（直頼の二男である直綱の子）が諮って新庄直旧（直之の子、7歳）を末期養子として幕府に申し出た。しかし、さきに幕府より後見を命じられた直時の意向を尋ねておらず、一族の総意ではなく直之・直方らによる専断であるとして将軍の不興を蒙り、同年6月21日に麻生藩新庄家は領地没収の処分を受けた（改易）。ただし同日付で、麻生藩の旧領のうち3000石が新庄直時に与えられ、7月2日に鹿島郡の所領を行方・新治両郡内に移された。これによって麻生藩は再興され、直時が藩主として復帰した。
直時は大坂加番を命じられ、翌延宝5年（1677年）7月に任地大坂で没した。
直時の子・新庄直詮は13歳で第7代藩主となり、天和元年（1681年）には真田信利（沼田藩主）改易後の沼田城接収とその破却に任務にあたった。元禄9年（1696年）、新治郡の領地を茨城郡内に移された。元禄15年（1702年）には下館城受け取り役を果たした。
第11代藩主・新庄直規は幕府の大番頭を務めた。第12代藩主・新庄直計は、大番頭・奏者番を務めるとともに、藩政においては家臣不足を補うため、有力農民を「郷足軽」として取り立てる制度を設けた。

#### 幕末・明治維新期
弘化2年（1845年）に7歳で襲封した第13代藩主・新庄直彪の治世には、藩内の綱紀粛正・文武の奨励が進められた。嘉永元年（1848年）に鉄砲稽古場を築造し、嘉永4年（1851年）には学問所を設けた。嘉永6年（1853年）にペリーが来航し、幕府が諸大名から意見を徴した際に、直彪（15歳）は老臣たちと相談の上と記しつつ、開国拒絶論を示している。
安政2年（1855年）には10月2日の安政江戸地震で江戸屋敷が被災した上、12月5日には麻生の古宿地区で大火が発生し、新川河岸にあった藩の米蔵を焼いた。翌安政3年（1856年）1月19日にも麻生で大火が発生し、重臣屋敷・陣屋御殿までもが焼失した。これらの災害は藩財政をさらに逼迫させた。
水戸藩領を中心に尊王攘夷派の活動が活発化すると、水戸藩領に囲まれた麻生藩領でも過激化した活動家による資金強要などの事件が発生した。元治元年（1864年）に天狗党の乱が発生すると、幕命を受けて取り鎮めにあたった。麻生藩は佐倉藩とともに天狗党分派の拠点となっていた潮来（水戸藩領。現在の潮来市潮来地区）を攻撃して陣屋や郷校を焼き、潮来では多くの民家も焼失した。9月7日、青沼村の青沼原（現在の行方市青沼付近）において天狗党の分派部隊と麻生藩兵との戦闘があり、青沼村では33棟が焼失、麻生藩側でも戦死者を出し、天狗党側は30名余が捕らえられ、処刑された。行方市麻生には処刑された天狗党員を祀る「天狗塚」があり、また行方市橋門の八坂神社には霞ケ浦の湖上で戦死した竹内哲次郎ら天狗党員5名の名を記した石碑が所在する。
第15代藩主・新庄直敬のとき大政奉還を迎える。戊辰戦争においては周辺地域の鎮定を命じられ、水戸藩浪士の追討（弘道館戦争参照）にあたった。

### 麻生県
明治4年（1871年）7月14日、廃藩置県により麻生藩は廃され、麻生県が置かれる。同年11月13日、麻生県は廃止され、管轄地域は新治県の一部となる。1884年（明治17年）、新庄直陳は子爵に叙された。

## 歴代藩主

### 新庄家
外様（3万石→2万3000石→1万石）
- 初代 - 直頼
- 02代 - 直定
- 03代 - 直好
- 04代 - 直時
- 05代 - 直矩
- 06代 - 直時：第4代藩主の再任
- 07代 - 直詮
- 08代 - 直祐
- 09代 - 直隆
- 10代 - 直侯
- 11代 - 直規
- 12代 - 直計
- 13代 - 直彪
- 14代 - 直𩑛（）
- 15代 - 直敬

## 家老
藩政期に「新庄の守りに勝ったる畑・神田・三好（舳）なくては舵は取れまい」と俗謡にうたわれた三家老家がある。
- 畑家 - 本貫地は近江国坂田郡。『島記録』を残した島氏（国人領主今井氏重臣）の縁戚（畑秀映は島若狭守秀安の玄孫）で、戦国時代の畑氏は仏生寺砦、荘厳寺城（現彦根市）を拠点にしていた。麻生藩成立後、新庄家に仕える。畑家の屋敷は現在「麻生藩家老屋敷記念館」として公開されている[29][30][31][32]。

畑秀映（家老 230石） - 秀正 - 秀久 - 秀冬（家老 150石） - 秀茂（家老） - 秀由（家老 270石、佐太右衛門） - 秀信（家老、六郎左衛門） - 秀卓（家老、麻生藩大参事、四郎兵衛豊美）
- 三好家 - 阿波三好家の一族。三好長生が大坂の陣で功があり、新庄越前守と従兄弟の由緒により直好が新庄家に招く。

三好生勝（多羅尾生基の子） - 猶生 - 長生 - 生次（150石） - 生貞（家老 200石） - 貞陳（家老 200石） - 貞久（家老 200石） - 貞恒（家老 200石） - 貞厚（200石） - 生親（200石） - 貞教（家老 150石） - 貞章（家老） - 琢磨（用人役 170石、麻生藩大参事、弘農社顧問。妻は畑秀信の娘）
- 神田家 - 本貫地は近江国坂田郡。

## 領地

### 変遷

#### 寛文4年（1664年）の領地
寛文印知によれば、寛文4年（1664年）時点の領地は以下で2万7317石余。
- 常陸国
  - 行方郡のうち - 19か村
  - 新治郡のうち - 14か村
  - 鹿島郡のうち - 28か村
  - 河内郡のうち - 1か村
  - 那賀郡のうち - 1か村
- 下野国
  - 芳賀郡のうち - 4か村

#### 幕末の領地
- 常陸国
  - 茨城郡のうち - 4村
  - 行方郡のうち - 19村

### 地理

#### 麻生
麻生は霞ケ浦に面した湖港の地であり、『和名抄』に常陸国行方郡の郷の一つとして「麻生郷」の名が見られる。中世には大掾氏一族の麻生氏が麻生城に拠ったが、天正19年（1591年）に佐竹義宣によって滅ぼされた。
麻生陣屋は元和5年（1619年）に建設された。陣屋を囲んで重臣の屋敷が所在し、周囲には商家や職人も集まり、霞ケ浦に面して新川河岸が設けられたというが、家臣の多くは江戸に詰めていたため麻生在住の家臣は少なく、近世的な城下町（陣屋町）の形成には至らなかったとされる。
陣屋跡地は行方市立麻生小学校の敷地として利用されている。

## 文化・産業・人物

### 学問
第4代（第6代）藩主・新庄直時は、津久井俊庸（伊兵衛）を儒者役（藩儒）として登用し、江戸屋敷で儒学・兵学を講じさせた。第7代藩主・新庄直詮は津久井俊庸を麻生に派遣し、郡奉行として行政にあたらせるとともに、引き続き教授を行わせた。俊庸の子・津久井俊正は藩儒に任じられず、麻生で私的な教育を行うにとどまったが、8代藩主・新庄直隆の代に家老に登用されている。
第13代藩主・新庄直彪は、吉田蘇寮（義輔）を藩儒として江戸屋敷で儒学を講じさせた。明治2年（1869年）、麻生陣屋敷地内に藩校として精義館が設立されたが、明治4年（1871年）の廃藩とともに廃校となった。

### 文化
新庄直時は、俳諧をたしなむ文人でもあった。松尾芭蕉の高弟・服部嵐雪の父は麻生藩に仕える下級武士であった。
江戸時代後期の狂歌師・国字垣歌志久（かながき・かしく。別号に俳諧堂）は、本名を手賀弥太郎（諱は常幹）という麻生藩士である。歌志久は狂歌を鹿津部真顔に学び、国字垣連という一派を立てており、麻生は常陸国における狂歌流行の中心地のひとつとなった。

### 特産品
麻生藩は、霞ヶ浦北浦で獲れるワカサギを将軍家への献上品とした。ワカサギを「公魚」と記すのは、将軍家御用の魚であったことから来ているとされる。
ワカサギと新庄家との関係については、第3代藩主・新庄直好が将軍徳川家光に焼きワカサギを献上したところ喜ばれたという話が伝わる。「公魚」表記については、徳川家斉に「年貢」として収めたため、との説明もなされる。また、霞ケ浦のワカサギは新庄直頼が琵琶湖から持ち込んだとの伝承もあるという。